# 哲学上の未解決問題
哲学上の未解決問題（てつがくじょうのみかいけつもんだい）は、哲学における主要な未解決問題のリストである。

## 言語哲学

### 反事実
反事実的な命題とは、偽の前提を持つ条件命題である。例えば、「もしジョセフ・スワンが現代の白熱電球を発明していなかったとしたら、いずれにせよ他の誰かが発明しただろう。」という命題は反事実である。実際にはジョセフ・スワンが現代の白熱電球を発明しているからだ。
反事実についての最も直接的な課題は、その真理条件を説明することである。これに対してまず、事実に反する条件付きの内容を示し解釈する際には背景情報が想定されており、この背景情報はいずれも、その時点での（反事実に先行する）世界に関する真の命題なのだと主張する者がいるかもしれない。先程のスワンについての命題で言えば、技術の歴史的傾向、人工的な光の有用性、電気の発見などがある。これは説明の最初ですぐに間違いが見つかる。「ジョセフ・スワンは現代の白熱電球を発明した」は真の命題の一つだからだ。ある命題("S"と呼ぶ) と反事実的前提("¬S") の結合から、我々は任意の結論を導き出すことができ、そして、あらゆる反事実的条件からは任意の命題を続けられるという歓迎されない結果がもたらされる (爆発律を参照) 。 ネルソン・グッドマンは、『事実・虚構・予言』の中で、この問題と関連する問題を取り上げている。そして、デイヴィド・ルイスによる有力な可能世界論の明確化は、この問題を解決するための努力に広く応用されている。

## 認識論
認識論的問題は、知識の性質、範囲、および限界に関するものである。認識論は、知識の研究として記述されてもよい。

### ゲティア問題
プラトンはテアイテトス(210a)とメノン(97a-98b)の中で、「知識」が正当化された真なる信念として定義される可能性があることを示唆している。2000年以上にわたり、この知識の定義は、後に続く哲学者によって補強され、受け入れられてきた。情報の正当性、真実、信念といった項目は、知識の必要かつ十分な条件と見なされてきた。
1963年、エドムント・ゲティア（en:Edmund Gettier）は、哲学の査読付き学術誌である論文誌"Analysis"に「正当化された真なる信念は知識か」と題する論文を掲載した。この論文は、一般的に理解されている「知識」の意味に従わない、正当化された真なる信念の例を提示するものであった。(人が命題についての確たる証拠を持っているように見え、その命題は実際に真であるが、その明らかに見える証拠は命題の真偽に因果関係がないというケース。）
ゲティアの論文は現代認識論の出発点と言える問題であり、この問題に対して多くの哲学者が「知識」の修正基準を提示した。しかし、提示されている変更された定義のいずれを採用するかについて、いまだ一般的なコンセンサスはない。
最後に、もし不可謬主義が正しいなら、それはゲティア問題を確実に解決しているように見えるだろう。不可謬主義は、知識が確実性を、私たちが知識に到達できるよう、断絶に橋を渡してくれるような確実性を必要としているという。すなわちこれは私たちが知識について十分な定義を持てるだろうことを意味する。しかし、哲学者/認識論者の圧倒的多数によって、不可謬主義は否定されている。

### 規準の問題
ゲティア問題がもたらす問題の複雑化に一時的に目をつぶり、哲学は本質的に知識は正当化された真の信念だという原則に基づいて動作し続けている。この定義は、自分の正当性が健全であるかどうかをどうすれば知ることができるかという明白な問題を含んでいる。ゆえに、その正当性の正当性を与える必要がある。その正当性自体もまた正当化を必要とし、問題は果てしなく続くことになる。この無限後退のために、正当化原理を満たすことは不可能であるため、誰も本当に何かを知ることができないという結論となる。が、実際には、これは哲学者にほとんど関心を引き起こさない。合理的に尽くすべき探究と不必要な探究の間の境界は通常明らかであるためだ。
他方、一貫性のあるシステムの形態を主張する者もある。 例えば、スーザン・ハークとピーター・D・クラインの最近の著作では、知識は本質的に無効化できるとしている。この場合、無限後退は問題にならない。知られているどのような事実も十分に深く突き詰めればひっくり返る可能性があるためだ。

### モリヌークス問題
モリヌークス問題は、ウィリアム・モリノーが17世紀にジョン・ロックに提起した、「もし、盲目に生まれ、触れば立方体と球の接触を区別することができる人物の目が見えるようになったとして、彼はすぐに、それらに触れる前に、どれが立方体で、どれが球なのかを見分けることができるか」という疑問にまでさかのぼる。この問題は、認識論と心の哲学の根本的な問題を提起し、ロックが人間理解に関する彼のエッセイの第2版に収録したことで、広く議論の対象となった。
同様の問題は、12世紀初めにイブン・トファイル(アブバーケル)によって、彼の哲学小説、「ヤクザーンの子ハイイ」(羅：Philosophus Autodidactus)でも取り上げられた。なお、こちらの問題は、主に形ではなく色を扱ったバージョンになっている。
現代科学は、制御環境下でこの問題を検証するために必要な手段を有しているかもしれない。先天性失明から視力を回復した人間を被験者とした研究から、この問題に対するある種の解答が与えられる。ある研究では、被験者は触ったことのある物体と視覚的な外観に直ちには結びつけることができず、徐々に、数日または数ヶ月の期間を経なければ、能力を発達させられなかった。これは、この問題がもはや哲学の未解決問題ではないかもしれないことを示している。

### ミュンヒハウゼンのトリレンマ
ミュンヒハウゼンのトリレンマ（アグリッパ（en）のトリレンマ）は、論理学や数学などの分野においてさえ、特定の真実を証明することは不可能であると主張する。その議論に従えば、どのような理論の証明も、循環論法、無限後退、または証明されていない公理のいずれかに立脚している。

### クオリア
この問題は、色が心の産物であるか、そのものが持つ固有の特性であるかという点に眼目がある。ほとんどの哲学者が、色の割り振りが光周波数のスペクトルに対応していることに同意しうるとしても、色による特定の心理的現象が、心を経由してくるこれらの視覚信号によって与えられているのか、あるいはクオリアのようなものが何らかの形で自然とヌーメナに関連づけられるのかは全く明らかではない。
この問題を確かめるもう一つの方法は、2人(たとえば「フレッド」と「ジョージ」)が色を異なる方法で見ると仮定することである。つまり、フレッドが空を見るとき、彼の心はこの光信号を青であると解釈する。彼は空を「青」と呼ぶ。しかし、ジョージが同じ空を見るとき、彼の心はその光周波数を緑色であると解釈する。もしフレッドがジョージの心の中に足を踏み入れることができたら、ジョージが緑の空を見たことに驚くだろう。しかし、ジョージはフレッドの「青」という言葉を、彼の心が緑色と見ているものに関連付けることを学んだので、彼は空を「青」と呼ぶ。フレッドにとって緑の色は「青」という名前だからだ。問題は、青がすべての人にとって青でなければならないのか、それともその特定の色の知覚が心によって割り振られているのかということである。
この考え方は、物理的現実のすべての領域にまで敷衍される。そこでは、私たちが知覚する外の世界というものは、感覚に伝えられたものの単なる表現に過ぎない、私たちが見ている物体とは、波を発する（あるいは反射する）物体であり、それを脳が様々な形や色というかたちで意識的な自己に見せているのである。色や形が人と人の間で完全に一致しているかどうかは、決して知られることがないのかもしれない。そのような人々が正確にコミュニケーションを取ることができるということは、経験が通訳される秩序や比例関係が一般的に信頼に堪えうることの表れである。したがって、ある人にとっての現実は、少なくとも、構造と比率の面で他の人と互換性がある。

## 倫理

### 道徳的運
道徳的運の問題とは、一部の人々が、他の人と比べてすべての要因が同じであるが、彼らが道徳的責任を問われるかどうかが変わるように見える環境に生まれ、その環境の中で暮らし、その環境を経験している、という問題である。
例として、以下のような状況的な道徳的運のケースがある。貧しい人は貧しい家庭に生まれ、彼は彼の食べ物を盗むほか、自分自身を生活を成り立たせる方法がない。別の人は非常に裕福な家庭に生まれ、ほとんど何もしなくても十分に食べ物を持ち、食べ物を得るために盗みをはたらく必要はない。このようなとき、貧しい人は金持ちよりも道徳的に非難されるべきだろうか。結局のところ、彼らがそのような状況に生まれたのは彼ら自身のせいではなく、「運」の問題である。
関連するもう一つの例として、結果的な道徳的運がある。2人の人物が不注意な運転など道徳的に責任のある振る舞いをするが、最終的な加害の度合いが不平等であるような例である。一人は歩行者に衝突して死なせるが、もう一人はそうならない。一方のドライバーが死亡事故を引き起こし、もう一方のドライバーは死亡事故を起こさなかったのは、ドライバーの意図的な行動の一部ではない。しかし、見る者のほとんどは、人を殺したドライバーのほうに大きな非難を浴びせる(帰結主義と選択を比較考量して)。
道徳的運の根本的な問題は、私たちが一切コントロールできない要因があることによって、私たちの果たす道徳的責任がどのように変わるのかという点にある。

### 道徳的知識
道徳的事実はあり得るのだろうか、それらは何によって構成されるのだろうか、そして我々はどのようにすればそれらを知れるのだろうか。公正と不正はなにか奇妙な種類の実体のようで、濡れていること、赤いこと、固体であることといった、世界の物事の通常の特性とは異なっている。
リッチモンド・キャンベルは、彼の記した百科事典の項目「Moral Epistemology（道徳的認識論）」でこの問題について概説した。
特に、彼は道徳的事実についてのあり得る3つの説明として、神学的(超自然的、神の命令)なもの、非自然的な(直観に基づく)もの、または単なる自然的性質(喜びや幸福につながるなど)について考察している。これらのあり得る3つの説明のそれぞれに対して有力な反論があり、彼が主張するところによれば、4つ目の代替案は提案されていない。したがって、道徳的知識と道徳的事実の存在について議論は決しないままであり、さらなる研究を必要としている。しかし道徳的知識は一般に、私たちの日常的な思考において、私たちの法制度や犯罪捜査において、すでに重要な役割を果たしているとも考えられている。

## 数学の哲学

### 数学的対象
数、集合、群、点などといったものは何なのか。それらは実在するものなのか、それとも単純に、あらゆる構造に存在する関係性なのか。数学的対象とは何であるかについて多くの異なる見解が存在するが、議論は2つの対立する学派に大別されるように思われる。数学的対象が実在であると主張するプラトニズムと、数学的対象は単なる形式的構造であると主張する形式主義である。この論争は、「連続体仮説」のような具体例を考えるときよりよく理解されるかもしれない。連続体仮説は、集合論のZF公理とは無関係に証明されているので、その系内では、この命題は証明も反証もできない。したがって、形式主義者は、あなたが質問の文脈をさらに洗練しない限り、連続体仮説は真でも偽でもないと言うだろう。しかし、プラトン主義者は、連続体より小さいが、任意の可算集合よりも大きい基数を持つ超限集合が存在するか存在しないかのいずれかだと主張するだろう。それゆえ、それが証明不可能であると証明されたかどうかによらず、プラトン主義者は答えがそれでもなお存在すると主張するだろう。

## 形而上学

### なぜ何もないのではなく、何かがあるのか
なぜ何もないのではなく、何かがあるのかという問題が、複数の哲学者、ゴットフリート・ヴィルヘルム・ライプニッツやそれを形而上学の根本的な問題と呼んだマルティン・ハイデッガー、ルートヴィヒ・ヴィトゲンシュタインらによって、提起あるいは解説されている。 この問題は、なにか具象的なもの、宇宙、万物、ビッグバン、数学の法則、物理法則、時間、意識、神などといったものの存在についての問題よりも一般的な問題である。

### 普遍論争
普遍論争とは、属性は存在するのか、存在するとすればそれは何なのかという問題を指す。属性とは、2 つ以上の実体に共通する性質または関係または名辞である。性質や関係などといった様々な属性を「普遍」と呼ぶ。例えば、円形という性質を共通して持つ、あるいは円形を示す、ないしは「丸いカップ」という共通した名辞を負う、3つのカップホルダーがテーブルの上にあるのを想像することができる。または、フランクの女性の子孫という共通性を持つ二人の娘を想像することができる。そのような属性は多々ある。たとえば、人間である、赤い、男性である、女性である、液体である、大きいまたは小さい、誰々より背が高い、誰々の父親である、などがある。哲学者たちは、人間が属性について話し、考えることを認める一方、これらの普遍的なものが現実に存在するのか、単に思考、言葉、見方の中に存在するにすぎないのかについては意見の一致を見ない。

### 個体化の原理
普遍論争に関連するものとして、個体化の原理とは、普遍から個体を識別する原理である。

### 砂山のパラドックス
このパラドックスは「もの」をどのように定義するかを考えるものである。干し草の俵からあなたが1つのわらを取り除いたとして、それははまだ干し草の俵であるだろうか。もし俵のままであるとして、あなたが別のわらを取り除いたら、それはまだ干し草の俵であるだろうか。これを続けていくと、最終的に干し草の俵が丸々なくなってしまうが、問題は、俵が干し草の俵でなくなったのはどの時点か、ということである。これは最初は表面的な問題のように思えるかもしれないが、対象の定義方法についての根本にかかわる問題である。このパラドックスはテセウスのパラドックスや連続性の虚偽と類似の問題である。

### テセウスのパラドックス
このパラドックスは形而上学、オントロジー(存在とアイデンティティの哲学)から最初に現れてきた古典的なパラドックスである。そのパラドックスとは以下のようなものである。100の部品から作られたテセウスの偉大な船があった。それぞれの部品には、対応する交換部品がそれぞれ1つ、船の保管庫に保持されている。その後、船は航海に出発する。船は怪物がはびこる海を航行し、毎日、一つの部品が壊れてしまい、交換する必要がある。100日目、船は港に戻り、航海は完了した。この旅の過程を通して、船の部品すべてが交換された。では、帰ってきたこの船はテセウスの船だろうか、それとも違うのだろうか。
「はい」と答えるとしたら、次の点を考慮しなければならない。破損した元の部品が修理され、再び組み立てられる。こちらはテセウスの船か、それとも違うのか。もしそうでなければ、港に出航する船に「アルゴ」という名前を付けよう。テセウスの船の乗組員は（旅の間の）どの時点でアルゴの乗組員になったのか。そして、50日目に航行しているのは何の船なのか。両方の船の間で一つの部品を交換するとき、2隻の船はまだ同じ船と言えるだろうか。
このパラドックスは、上記の砂山のパラドックスのちょっとしたバリエーションであり、それ自体が多くのバリエーションを持っている。どちらのパラドックスにも説得力のある議論と反論があるが、その完全な証明に近づいた者はまだ誰もいない。

### 実質含意
人々は、「もし〜ならば…」という構文が何を意味するのか、かなり明確な考えを持っている。しかし、形式論理における、実質含意による「もし〜ならば…」の定義は、条件文についての常識的な理解と一致しない。形式論理では、「今日が土曜日の場合、1+1=2となる」という文は真である。1+1=2は前件の内容に関係なく真であって、そこに因果関係や意味のある関係は必要ない。1+1=2は偽になることはないので、命題全体が真でなければならない。(もし特定の土曜日に偽になりうるならば、命題も偽になるが)。形式論理は、議論、哲学的推論、数学を形式化するのに非常に有用であることがわかっている。しかし、条件文における実質含意と一般的な概念との間の不一致は、形式論理の不十分さ、無矛盾な日常言語（あるいはポール・グライスが提唱しているようなもの）の曖昧さについての厳密な検討となるトピックである。

## 心の哲学

### 心身問題
心身問題は、人体と人間の心との関係を明らかにする問題である。この問題に関する哲学的立場は、一般的に、一方を他方に還元するか、または両者が独立して併存しているとするか、いずれかの立場に基づいている。この問題の例として、二元論的な描き方を支持したデカルトがよくあげられる。問題は、心と体の相互作用が二元論的な枠組みの中でどうすれば確立できるのかということである。神経生物学と創発が、心の物質的機能を脳の機械特性から創発するいくつかのさらなる特徴の表れであると認めたことで、問題はさらに複雑化した。脳は本質的に深い睡眠中に意識的思考の生成を停止する。このようなパターンを復元する能力は科学的に謎のままであり、現在の研究の主題である(神経哲学も参照)。

### 認知とAI
この問題のフィールドを実際に定義する。第一に、知能を測る基準は何で、意識を定義するために必要な要素は何なのか。第二に、外部の観測者はどうすればこれらの基準をテストできるのか。「チューリング・テスト」は、知性のテストのプロトタイプとしてしばしば引用されるが、ほぼ普遍的に不十分であると考えられている。そのテストは意識を有する存在と機械の間の会話を含み、意識を持つものが話している相手を機械だと申告できなかった場合、その機械は知的であると見なされる。しかし、よく訓練された機械は、理論的にはテストを通過する方法を「猿まね」することができる。これは、意識を人工的に(通常はコンピュータや機械の文脈で)作成できるかどうか、そして意識を持つ実体からよく訓練された贋物をどうすれば見分けられるかという問題を提起する。
この分野の重要な考え方には、ジョン・サールの中国語の部屋、ヒューバート・ドレイファスの非認知主義者批判、ヒラリー・パットナムの機能主義に関する研究が含まれる。
関連する分野の一つに人工知能の倫理学がある。この分野では、AIにおける道徳的人格の存在、AIに対する道徳的義務の可能性(例えば、意識を持つコンピュータシステムがスイッチを落とされない権利)、人間などに対して倫理的に振る舞うAI作成の問題などを扱う。

### 意識のハード・プロブレム
意識のハード・プロブレムとは、人はどのように、なぜ何かを意識するのかという、哲学的ゾンビと対照的な問題である。「ハード」とは、意識のメカニズムを説明しようとする意識の「イージー」・プロブレムと対置しての形容、すなわち意識経験というものが生物の神経学的構成などの自然科学的なアプローチで解決が難しい問題であるということを意味する。一方で、意識経験の実在性を否認する立場や、自然科学の有効性を信頼する立場からは、このような問題の存在そのものを否定する意見も多い。

## 科学哲学

### 帰納の問題
直感的には、絶対的で、完全で、純然たる、揺るぎない確実性を持つ特定のことを私たちは知っているように思われる。たとえば、北極に移動して氷山に触れると、冷たいと感じることがわかる。私たちが経験から知る物事は、帰納を通して私たちの知るところとなる。帰納の問題とは端的に言えば、(1)どんな帰納的な命題(明日は太陽が昇る、のような)も、自然が一定であると仮定した場合にのみ演繹的に示すことができる。(2)自然が一定であることを示す唯一の方法は、帰納を用いることによってである。したがって、帰納は演繹的に正当化することはできない、ということである。

### 線引き問題
「線引き問題」とは、カール・ポパーが導入した表現であり、「経験科学の側と、数学と論理学といった「形而上学的」体系の側とを区別できる基準を見つける問題を指す。ポパーはこの問題をカントに端を発するものとしている。ポパーは数学や論理について言及しているが、他の著述家は科学と形而上学を区別することに焦点を当てている。

### 科学的実在論
人間の信念や表現から独立した世界は存在するのだろうか。そのような世界は経験論的に接近可能なのか、それとも永遠に人間の感覚の限界を超えて存在し、それゆえ知りえないものなのか。人間の活動や力は世界の客観的な構造を変えることができるのか。これらの質問は、科学哲学において大きな注目を集め続けている。最初の質問に対して明確な肯定を示す点に、科学的実在論の考え方の特徴がある。バス・ファン・フラーセンのような哲学者は、2番目の質問に対して重要で興味深い答えを持っている。実在論対経験主義という議論の軸に加えて、多大な学術的情熱をかき立てる議論の軸として、実在論対社会的構成主義という軸もある。第3の質問に関しては、例えばポール・ボゴジアンの『知への恐れーー相対主義と構成主義に抗して』が、社会的構成主義への強力な批判となっている。イアン・ハッキングの『何が社会的に構成されるのか』は構成主義へのより穏健な批判を立ち上げ、混乱した多義語である「構成主義」という用語をうまく区分けしている。

## 宗教哲学
宗教哲学は、宗教の中の概念、宗教そのものの性質、宗教に代わるものを哲学的に分析するための、形而上学、認識論、倫理学、その他の主要な哲学的分野における試みを含んでいる。

### 神の存在証明
神は存在するか。歴史上、偶有性の議論、存在論的議論、道徳的議論といった形態を含む多様な議論が、アリストテレス、デカルト、ライプニッツ、ゲーデル、アクィナスなどの哲学者により、神の存在証明をめぐって提起されている。神の存在証明は通常、哲学者が神の異なる概念を提示しているとしても、多神教における個々の神々とは異なる、形而上学的または論理的に必要な最も偉大な存在である何かに言及する。
ウィトゲンシュタインとカントは、合理的な議論が神の存在を証明できることに疑念を抱きながらも、他方では宗教的信念を守った。哲学者はまた、邪悪や神の隠蔽性の問題のような、神の存在に対する異議についても考察している。

### 神の性質
神とはどのようなものか。ジョン・スチュアート・ミルやアクィナスのような哲学者は、もし神が存在するならば、神の本質とは何なのかという問題に取り組んだ。手がかりとなる意見の相違のいくつかは、受苦不可能性の教義や、最も偉大な存在の一貫性、あるいは全能のようないくつかの特性の一貫性に関連している。

### 宗教認識論
宗教的信念は正当化できるだろうか。できるとすればそれはいつだろうか。"The Cambridge Dictionary of Philosophy"によると、宗教認識論は「宗教的主張に関する命題的態度の認識的地位を調べる」ものである。カント、キルケゴール、ウィリアム・ジェームズ、アルビン・プランティンガといった哲学者は、改革派認識論、信仰主義、および証拠主義といった宗教的信念の認識的地位に対するスタンスを議論した。

### 科学と宗教の関係
科学と宗教の関係とは何なのか。ポール・ファイヤアーベント、A.Cグレイリング、アルビン・プランティンガといった哲学者は、それらが対立しているのか、相容れないのか、通約できないのか、独立しているのかについて議論した。

## メタ哲学

### 哲学的進歩
メタ哲学の重要な問題は、哲学に進歩が起こるかどうか、さらに言えば、哲学の進歩がそもそも可能かどうかである。真の哲学的問題が実際に存在するかどうかは、特にルートヴィヒ・ウィトゲンシュタインによって論じられている。反対者からは、例えばカール・ポパーによって、そのような問題が存在し、解決可能であり、実際にそれらのいくつかに対する明確な解決策を見つけたという主張がなされている。
デビッド・チャルマースは、メタ哲学における哲学の進歩に関する問題を3つの問いに分けている。
1.存在問題:哲学の進歩は存在するか。
2.比較問題:哲学は科学と同じくらい進歩しているか。
3.説明の質問:なぜ哲学はより進歩していないのか。